# Sphinx caligineus
Sphinx caligineus là một loài bướm đêm thuộc họ Sphingidae. Nó được tìm thấy ở Nhật Bản, north-eastern, eastern, central và miền nam Trung Quốc, Hàn Quốc, miền bắc Thái Lan và miền nam Việt Nam.
Sải cánh dài 55–76 mm.
Ấu trùng ăn Pinus tabulaeformis to the phía tây và phía bắc of Bắc Kinh, cũng như the ornamental Pinus armandii. In Guangdong, larvae have been recorded on Pinus massoniana. Other recorded foodplants include Pinus elliottii và Pinus taeda.

## Phụ loài
- Sphinx caligineus caligineus (Nhật Bản)[2]
- Sphinx caligineus brunnescens Mell, 1922 (central và miền nam Trung Quốc)[3]
- Sphinx caligineus sinicus (Rothschild & Jordan, 1903) (north-eastern, miền đông và miền nam Trung Quốc, Hàn Quốc, miền bắc Thái Lan và miền nam Việt Nam)[4]